# Sarah Tkotsch

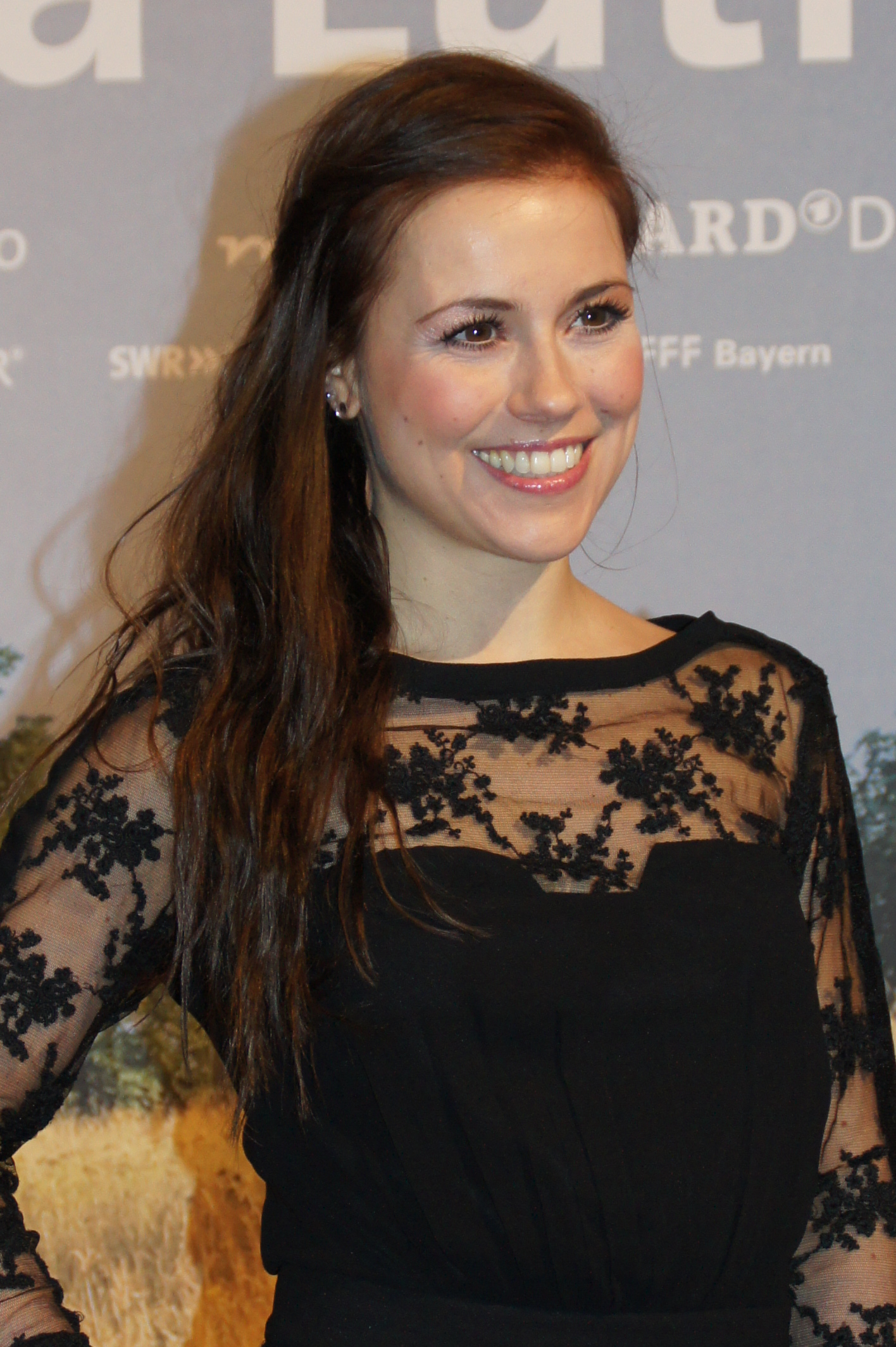
Sarah Tkotsch bei der Premiere von Katharina Luther, Februar 2017, Berlin

Sarah Tkotsch (* 2. Februar 1988 in Köthen (Anhalt)) ist eine deutsche Schauspielerin und Synchronsprecherin.

## Leben
Tkotsch besuchte das Pasteur-Gymnasium in Berlin. Erste Filmerfahrung sammelte sie 2003 in Wolfgang Beckers Kinofilm Good Bye, Lenin! mit ihrem Auftritt als Mitglied des Pionierchors. Seitdem wurde sie für verschiedene Film- und Fernsehproduktionen engagiert. 2004 wurde sie erstmals als Tochter Claudia des Tatort-Kommissars Moritz Eisner (Harald Krassnitzer) besetzt und wirkte bis zum Jahr 2010 in neun Folgen mit. In der RTL-Serie Hinter Gittern – Der Frauenknast war sie im Herbst 2005 in vier Episoden als Jana Wellmann zu sehen. Von August 2007 bis September 2010 spielte sie die Lucy Cöster, eine der Hauptfiguren in der RTL-Seifenoper Gute Zeiten, schlechte Zeiten (GZSZ).
Nach ihrer GZSZ-Zeit schrieb sie mit Koautorin Wilma Bögel Ich bin dagegen – und das aus Prinzip!, einen Ratgeber für Mädchen in der Pubertät. 2012 war sie außerdem in einer Episodenhauptrolle in der ZDF-Serie Der Bergdoktor zu sehen. Von Mai 2014 bis März 2016 spielte sie erneut eine Serienhauptrolle; sie verkörperte die Krankenschwester Julia Weiß in der ARD-Serie In aller Freundschaft.
Parallel zu ihrer Karriere als Schauspielerin ist Sarah Tkotsch auch als Synchronsprecherin aktiv: 2008 sprach sie die Rolle der Gloria in dem Film Sunshine Barry und die Discowürmer und war damit das erste Mal in einer Hauptrolle zu hören. Danach folgten einige kleinere Sprechrollen. In den Jahren 2012 und 2013 bekam sie die ersten durchgehenden Serienhauptrollen unter anderem in Hund mit Blog (Dog with a Blog), Marla spricht!, Tilly und ihre Freunde sowie Die Abenteuer des jungen Marco Polo. Außerdem war sie 2013 in dem Film Family Weekend in einer Hauptrolle zu hören. 2014 sprach sie eine Nebenrolle in dem Film Labor Day. In diesem Jahr war sie ebenfalls als Priscilla in der Neuauflage des Zeichentrick-Klassikers Calimero zu hören. In der Serie Nicky, Ricky, Dicky & Dawn sprach Tkotsch die Hauptrolle Dawn Harper. Im Jahr 2015 wurde die Serie Q Pootle 5 im Fernsehen ausgestrahlt, in der Tkotsch der Figur Oopsy die Stimme leiht.
Bis 2010 war Tkotsch mit ihrem Schauspielkollegen Jörn Schlönvoigt liiert.
Ihre jüngere Schwester Sina Tkotsch ist ebenfalls Schauspielerin.

## Filmografie (Auswahl)

### Filme
- 2002: Spuk am Tor der Zeit
- 2003: Demokratie (Schulfilm)
- 2003: Good Bye, Lenin!
- 2004: Gram (Kurzfilm)
- 2004: Polizeiruf 110 – Dumm wie Brot
- 2004: Feuer in der Nacht
- 2005–2010: Tatort (Fernseh-Reihe)
  - 2005: Die schlafende Schöne
  - 2005: Tod aus Afrika
  - 2005: Tödliches Vertrauen
  - 2007: Familiensache
  - 2008: Exitus
  - 2008: Granit
  - 2009: Baum der Erlösung
  - 2010: Operation Hiob
  - 2010: Glaube, Liebe, Tod
- 2008: Dunya und Desie
- 2011: Rookie – Fast platt[8]

### Serien
- 2005: Hinter Gittern – Der Frauenknast (4 Folgen)
- 2006: Papa Bulle – Eine Familie zum Schießen (2 Folgen)
- 2006: Großstadtrevier (Folge Kinder, Kinder)
- 2007–2010: Gute Zeiten, schlechte Zeiten
- 2010: Hausmeister Krause – Ordnung muss sein (Folge Voll die Bescherung)
- 2012: Der Bergdoktor (Folge Schattenkind)
- 2013: Die Küstenwache (Folge Hit und weg)
- 2014–2016: In aller Freundschaft
- 2019: Familie Dr. Kleist (Folge Bitteres Glück)
- 2020: Kreuzfahrt ins Glück (Folge Hochzeitsreise nach Menorca)

### Synchronisation
- 2008: Sunshine Barry und die Discowürmer (Disco ormene) … als Gloria
- 2012: Fullmetal Alchemist: The Sacred Star of Milos … als Winry Rockbell
- 2012: Aesthetica of a Rogue Hero … als Minami Aihara
- 2012: Ame & Yuki – Die Wolfskinder … als Shouko
- 2012: Grey’s Anatomy … als Kimmy
- 2013: Ikki Tousen: Xtreme Xecutor … als Genpou Saji
- 2013: My Little Pony – Freundschaft ist Magie (My Little Pony: Friendship is Magic) … als Babs Seed
- 2013–2015: Hund mit Blog (Dog With a Blog) … als Avery Jennings
- 2013: Sofia die Erste – Auf einmal Prinzessin (Sofia the First) … als Jade Chen
- 2013: Marla spricht! (Martha Speaks) … als Alice Boxwood
- 2013: Tilly und ihre Freunde (Tilly and Friends) … als Dupps
- 2013: Die Abenteuer des jungen Marco Polo (The Travels of the Young Marco Polo) … als Shi La
- 2013: Family Weekend … als Lucinda Smith-Dungy
- 2014: Labor Day … als Eleanor
- 2014: Calimero … als Priscilla
- 2014–2018: Nicky, Ricky, Dicky & Dawn … als Dawn Harper
- 2014: Die Thundermans (The Thundermans) … u. a. als Morgan
- 2015: One Week Friends … als Kaori Fujimiya
- 2015: Tokyo Ghoul … als Hinami Fueguchi
- 2015: Q Pootle 5 … als Oopsy
- 2016: Ride – Mit Herz und Huf (Ride) … als Katherine Bridges
- 2017: Die ZhuZhus (The ZhuZhus) … als Frankie Pamplemousse
- 2018: Utøya 22. Juli … als verletztes Mädchen
- 2017–2019: Eine Reihe betrüblicher Ereignisse (A Series of Unfortunate Events) … als Violet Baudelaire
- 2018: The Flash als Becky/Clifford DeVoe
- 2019: GO! Eine unvergessliche Party … als Lupe Achával
- 2020: The Lodge … als Mia
- 2020: Heavy Object (Anime-Fernsehserie) … als Milinda Blantini
- seit 2020: My Teen Romantic Comedy: SNAFU … als Yui Yuigahama
- 2022: Lost Ark … als Nineveh
- 2023: Navy CIS: Hawaiʻi für Chrissie Fit … als Roxanne
- 2023: Little Nightmares: Der Klang der Albträume (The Sounds of Nightmares) … als Nima
- 2024: Wo ist Anne Frank für Ruby Stokes … als Kitty

## Buchveröffentlichungen
- Wilma Bögel & Sarah Tkotsch: Ich bin dagegen – und das aus Prinzip! Schwarzkopf & Schwarzkopf Verlag, Berlin 2011, ISBN 978-3-86265-084-2.